# Даукша, Эдвард Якуб
Э́двард Я́куб Да́укша (Эдвардас Йокубас Даукша, лит. Edvardas Jokūbas Daukša, пол. Edward Jakób Dauksza; 13 мая 1836, деревня Нацюнай, ныне Биржайский район, Литва — ок. 1890, местечко Папилис, ныне Биржайский район) — литовский поэт и переводчик.

## Биография
Учился в гимназиях в Кейданах и Слуцке (1852—1854), затем в Московском университете (1854—1856), в Дерптском университете (1856—1857); в Кёнигсбергском университете изучал филологию и философию (1858—1862). По окончании учёбы служил регистратором Виленской реформатской коллегии. Принимал участие в восстании 1863 года. В 1864 году был выслан в Сибирь. Вернулся в Литву в 1884 году, бедствовал, не имея постоянного жилья и заработка. Умер в 1890 году.

## Творчество
В студенческие годы писал стихи на литовском и польском языках. Одним из первых переводил на литовский язык произведения Адама Мицкевича. Впервые стихотворные произведения Даукши были опубликованы в 1926 году.